# Долина (Жлобинский район)
Долина (бел. Даліна) — деревня в Кировском сельсовете Жлобинского района Гомельской области Беларуси.
На юге граничит с лесом.

## География

### Расположение
В 11 км на восток от Жлобина, 8 км от железнодорожной станции Хальч (на линии Бобруйск — Гомель), 104 км от Гомеля.

## Гидрография
На западной окраине река Ржавка (приток реки Днепр).

## Транспортная сеть
Транспортные связи по просёлочной, а затем автомобильной дороге Бобруйск — Гомель. Планировка состоит из короткой прямолинейной меридиональной улицы, к которой с юго-востока присоединяется переулок. Застройка двусторонняя, деревянная, усадебного типа.

## История
Обнаруженные археологами курганные могильники (14 и 21 насыпи, в 0,5 и 0,7 км на юго-запад от деревни) свидетельствуют о заселении этих мест с давних времён. Современная деревня основана в начале 1920-х годов на бывших помещичьих землях переселенцами из соседних деревень. В 1930 году организован колхоз. Во время Великой Отечественной войны в феврале 1944 года оккупанты сожгли 39 дворов, убили 2 жителей. 13 жителей погибли на фронте. Согласно переписи 1959 года в составе совхоза «Бобовский» (центр — деревня Бобовка).
До 4 января 2002 года в составе Майского сельсовета.

## Население

### Численность
- 2004 год — 9 хозяйств, 12 жителей.

### Динамика
- 1940 год — 44 двора, 180 жителей.
- 1959 год — 139 жителей (согласно переписи).
- 2004 год — 9 хозяйств, 12 жителей.